# Оберэгери
Оберэгери (нем. Oberägeri) — коммуна в Швейцарии, в кантоне Цуг.
Население составляет 5172 человека (на 31 декабря 2006 года). Официальный код — 1706.

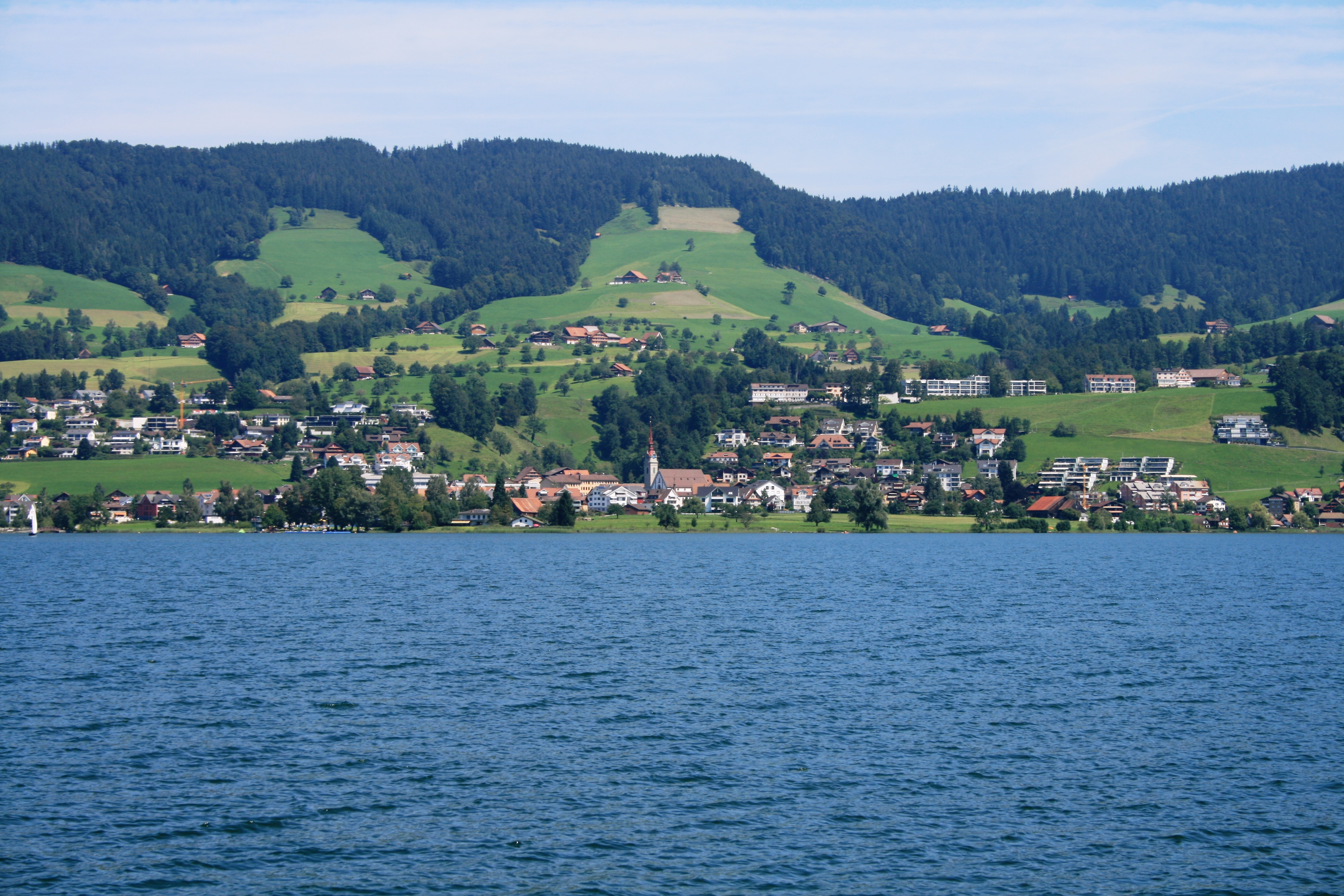
Оберэгери